# 猛鬼佛跳牆
《猛鬼佛跳牆》（英語：Bless this house）是1988年上映的一部香港恐怖喜劇電影，由于仁泰執導，董驃、狄波拉、李麗珍、何啟南、梁小龍及文雋主演。

## 劇情
任職建筑设计师的張驃（董驃 飾）在期待已久的升職之後，被允許從擁擠的公寓搬到公司的九肚山別墅作為宿舍。一家人滿心歡喜地搬進去後，卻發現屋中怪事連連，常在深夜聽到有人唱戲。張驃的大女兒阿珍（李麗珍 飾）與男友大舊（何啟南 飾）請來居士驅邪，卻反被惡鬼嚇走。原來別墅以前曾經發生過命案，舊屋主是一個京劇大老倌，因誤以為老婆紅杏出牆而殺死全家。張驃被鬼上身，一家人正一步一步重演當年血案……

## 角色
| 演員   | 角色     | 備註         |
| 董驃   | 張驃     | 建筑设计师   |
| 狄波拉 | 張驃太太 |              |
| 李麗珍 | 珍       | 張驃的大女兒 |
| 何啟南 | 大舊     | 珍之男友     |
| 梁小龍 | 單眼道士 | 佛跳牆       |
| 文雋   |          |              |
| 陳卓欣 |          | 珍的妹妹     |
| 韓坤   |          |              |
| 陳月茹 |          |              |
| 伊凡威 |          |              |
| 陳泉   |          |              |
| 翁子忠 |          |              |
| 黎永強 |          |              |

## 製作花絮
電影中飾演阿珍妹妹的陳卓欣有陰陽眼，稱在片場經常見到靈異物體，嚇至同劇男演員何啟南不敢上廁所。

## 外部連結
- 香港影庫上《猛鬼佛跳牆》的資料（繁體中文）
- 開眼電影網上《猛鬼佛跳牆》的資料（繁體中文）
- 时光网上《猛鬼佛跳牆》的資料（简体中文）
- 豆瓣电影上《猛鬼佛跳牆》的資料 （简体中文）
- AllMovie上《猛鬼佛跳牆》的资料（英文）
- 互联网电影数据库（IMDb）上《猛鬼佛跳牆》的资料（英文）
- 爛番茄上《猛鬼佛跳牆》的資料（英文）